# Porto Covo

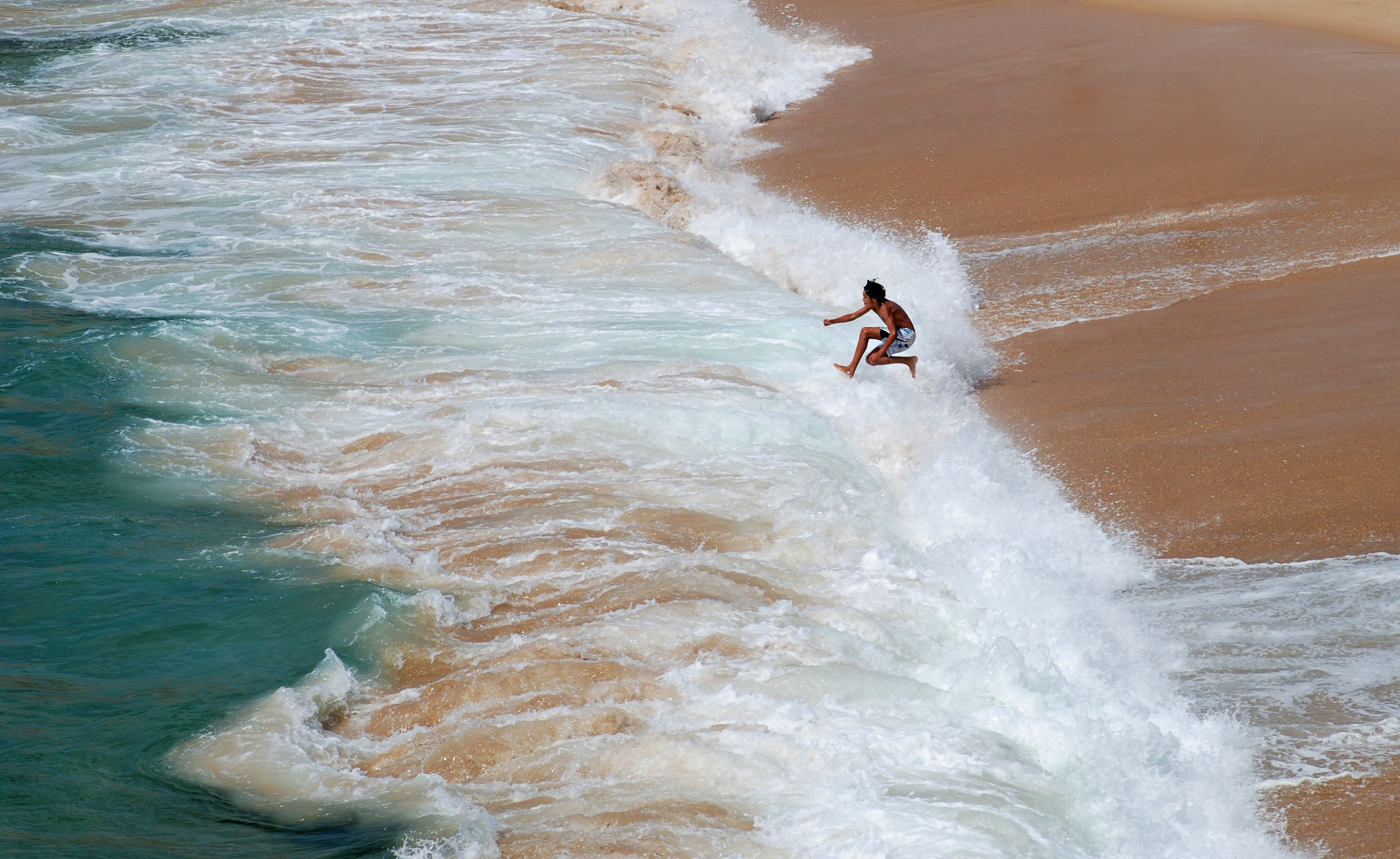
Un noi jugant a la platja de Porto Covo.

Porto Covo és una de les dues freguesies portugueses del municipi de Sines, amb 48,73 km² d'àrea i 1,116 habitants (2001). Densitat: 22,9 hab/km².
L'Ilha do Pessegueiro ("Illa del Presseguer"), amb el seu fort, forma part del territori de la freguesia de Porto Covo.
La freguesia de Porto Covo fou creada el 31 de desembre de 1984, per separació de la freguesia de Sines, fins llavors l'única del municipi del mateix nom.
Una cançó de Rui Veloso duu el nom d'aquesta freguesia.

## Patrimoni
- Herdade do Pessegueiro
- Praça Marquês de Pombal (Porto Covo)

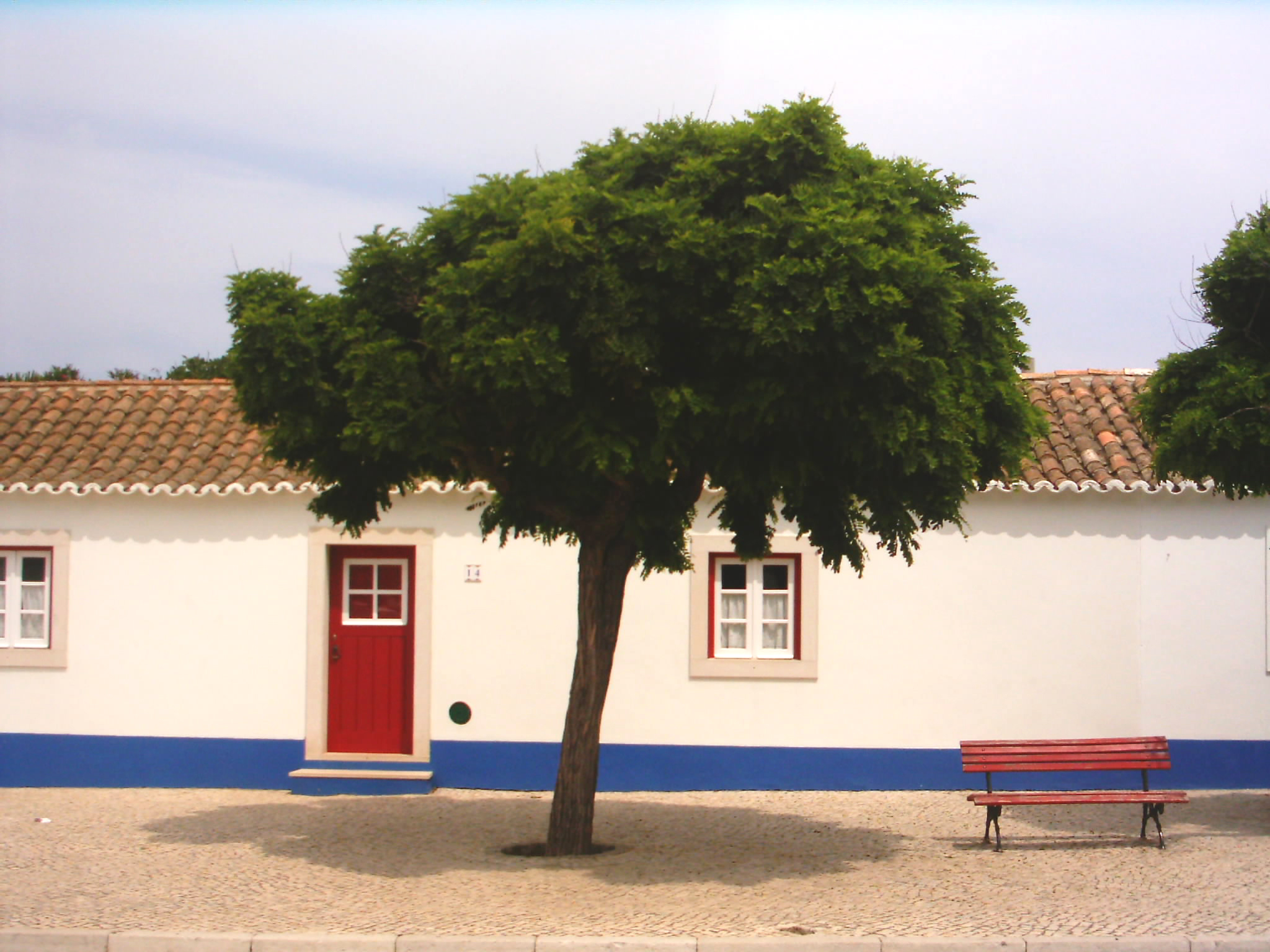
Porto Covo